# Schlatt-Haslen
Schlatt-Haslen (oficialmente conocida como distrito) es una comuna suiza del cantón de Appenzell Rodas Interiores, situada en el extremo norte del cantón. Limita al norte con la comuna de Teufen (AR), al este con Bühler (AR) y Gais (AR), al sur con Appenzell y Gonten, y al oeste con Hundwil (AR) y Stein (AR).